# Afallach
Afallach (walisisch [a'vaɬax]) ist eine Sagengestalt aus der mittelalterlichen, walisischen Sagensammlung Mabinogion. In den „Vier Zweigen des Mabinogi“ wird er allerdings nicht erwähnt, kommt jedoch in anderen Erzählungen dieser Sammlung in der Genealogie der Hauptfiguren vor.

## Mythologie und Etymologie
Afallach war der Sohn des Beli Mawr und der Anu, sowie der Bruder Caswallawns und Vater der Modron. Von seiner Mythologie ist so gut wie nichts bekannt, jedoch wird er, wie die meisten Gestalten der vier Zweige des Mabinogion, als mögliche euhemerisierte keltische Gottheit betrachtet. Sein Name ist von der Ynys Afallach bekannt. Geoffrey of Monmouth sieht in diesem Namen die walisische Übersetzung der mythischen Insel Insula Avalonis. Allerdings spricht Geoffrey selber in seiner Vita Merlini von ihr als Insula Pomorum („Apfelinsel“), worauf auch die Seefahrerlegende von der paradiesischen Apfelinsel Emain Ablach hinweist. Da Afallach sich wahrscheinlich vom Wort afall (walisisch [a'vaɬ] „Apfel“  oder „Apfelbaum“) ableitet, wäre aber auch so eine Verbindung der Namen gegeben.